# 古見站 (岡山縣)
古見站（日语：／ Komi eki */?）是位於岡山縣真庭市古見，屬於西日本旅客鐵道（JR西日本）的姬新線車站。

## 歷史
- 1958年（昭和33年）4月1日 - 國鐵姬新線美作追分至久世之間開設此站[1]。
  - 當時車站地址為岡山縣真庭郡落合町（日语：落合町 (岡山県)）古見。
- 1987年（昭和62年）4月1日 - 伴隨國鐵分割民營化，車站由西日本旅客鐵道（JR西日本）營運。
- 2005年（平成17年）3月31日 - 隨著真庭市成立，車站地址變為岡山縣真庭市古見。

## 車站構造

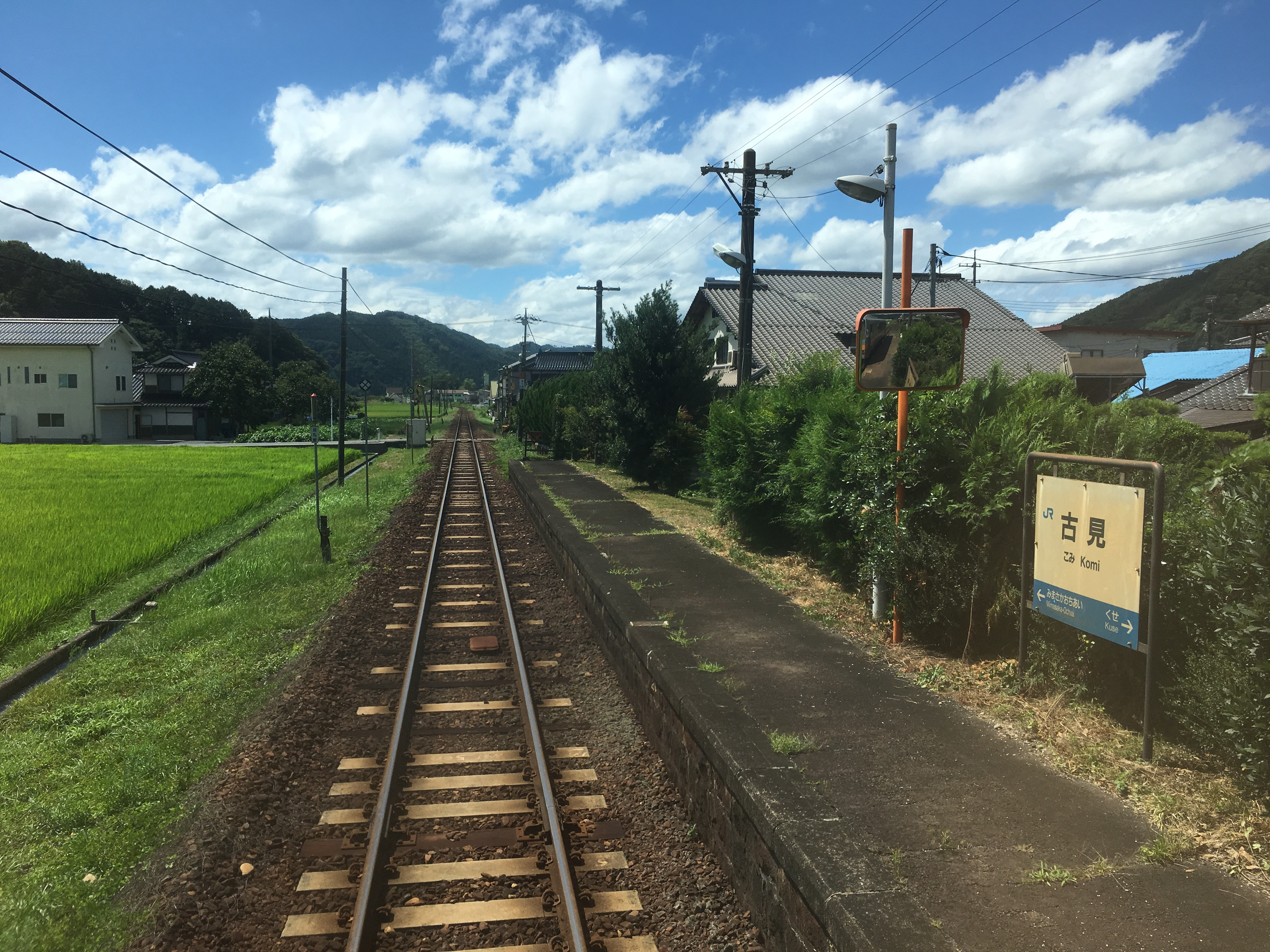
月台（2019年8月）

本站是地面車站，設有1面1線的單式月台，往新見方向的列車會開啟左邊車門，並且和網津山方向的列車使用同一月台。此站是由津山站管理的無人車站。站內沒有設置自動售票機，月台上則設有候車室。

## 使用狀況
以下為近年1日平均乘車人次列表。
| 年度 | 1日平均 乘車人次 |
| ---- | ---------------- |
| 1999 | 40               |
| 2000 | 44               |
| 2001 | 43               |
| 2002 | 43               |
| 2003 | 43               |
| 2004 | 45               |
| 2005 | 48               |
| 2006 | 44               |
| 2007 | 44               |
| 2008 | 44               |
| 2009 | 46               |
| 2010 | 44               |
| 2011 | 49               |
| 2012 | 52               |
| 2013 | 62               |
| 2014 | 61               |
| 2015 | 64               |
| 2016 | 66               |
| 2017 | 74               |
| 2018 | 69               |

## 車站周邊
- 落合古見郵局
- 旭川（日语：旭川 (岡山県)）
- 國道313號（日语：国道313号）
- 岡山縣道390號古見月田停車場線（日语：岡山県道390号古見月田停車場線）

## 相鄰車站
西日本旅客鐵道（JR西日本）
 姬新線
■快速
通過
■普通
美作落合－古見－久世

## 注腳
1. ↑  .   [2020-08-03]. （原始内容存档于2020-10-27） （日语）.
2. ↑  岡山縣統計年報 （页面存档备份，存于）（日語）

## 外部連結
- 古見｜車站資訊：JR出門網 - 西日本旅客鐵道（日語）